# Moisk
Moisk är en ö nära Högsar i Nagu,  Finland. Den ligger i Skärgårdshavet i Pargas stad i den ekonomiska regionen  Åboland i landskapet Egentliga Finland, i den sydvästra delen av landet. Ön ligger omkring 3 kilometer sydost om Högsar, 7 kilometer söder om Nagu kyrka, 41 kilometer sydväst om Åbo och omkring 170 kilometer väster om Helsingfors. Närmaste allmänna förbindelse är förbindelsebryggan vid Ytterstholm som trafikeras av M/S Cheri.
Öns area är 70,5 hektar och dess största längd är 1,8 kilometer i öst-västlig riktning. Ön höjer sig omkring 25 meter över havsytan.